# .577/450 Martini-Henry
.577/450 Martini-Henry (также имеет обозначения .577/.450 Martin -Henry Boxer M. 1871, .450 Martini Henry, 11.43x60 R, DWM 167A-B, SAA 8235, XCR 12 059 BBC 030) — винтовочный патрон, созданный на основе .577 Snider и принятый на вооружение британской армии вместе с винтовкой Мартини-Генри МК.I образца 1871 года.
Малосерийное производство гильз и патронов продолжалось даже в 1960-е годы (в 1969 году патроны выпускала американская фирма «Alcan», а итальянская компания «Fiocchi» изготавливала гильзы).
Пробивное действие пули при стрельбе из винтовки Мартини-Генри по сосновому блоку (белая сосна) с расстояния 500 ярдов (457 метров) — 284 мм.